# 戴蒂尼会教堂 (慕尼黑)

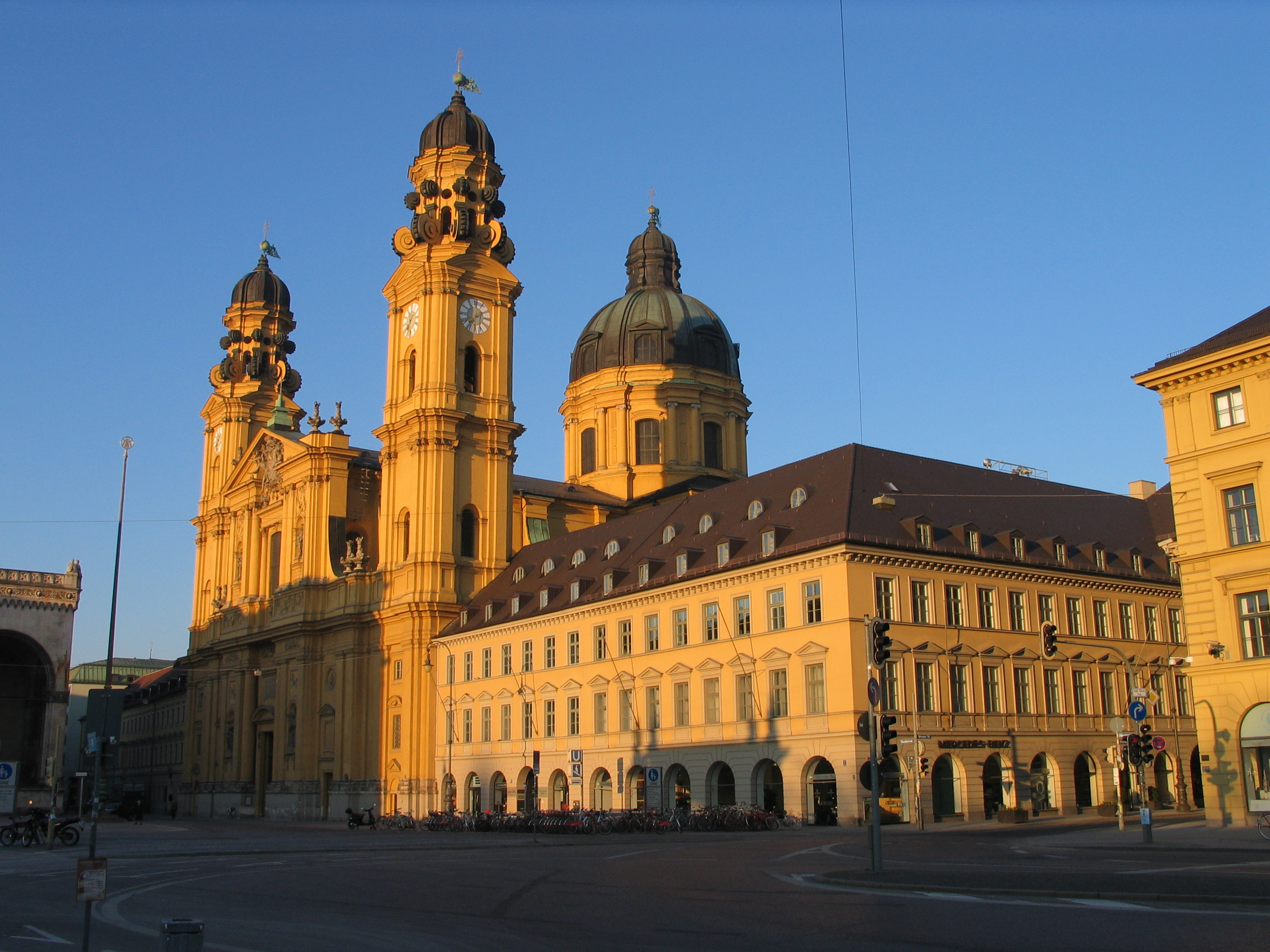
铁阿提纳教堂

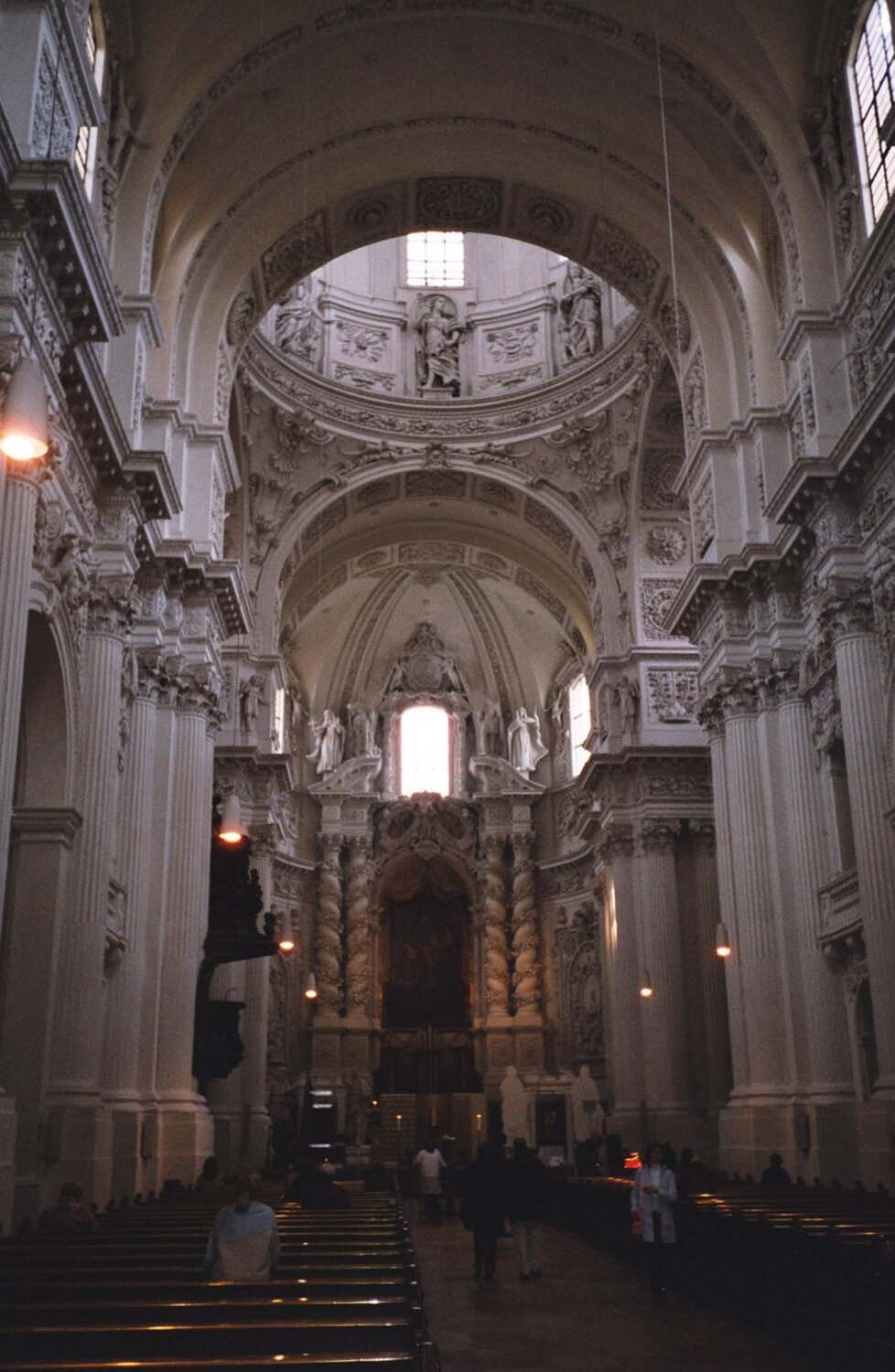
教堂内部

戴蒂尼会教堂（德语：Theatinerkirche），通常称作铁阿提纳教堂，是德国慕尼黑的一座教堂，由巴伐利亚选帝侯Ferdinand Maria和Henriette Adelaide of Savoy夫妇建于1663年到1690年，以庆祝1662年期待已久的王室继承人，王子马克西米利安二世Emanuel的出生。
这座教堂为意大利巴洛克式，模仿了罗马的Sant'Andrea della Valle，由意大利建筑师Agostino Barelli设计。1690年，他的接任者Enrico Zuccalli在原计划之外增建了一对71米高的穹顶双塔。洛可可式样的正立面直到1768年才由弗兰索瓦·德·屈维利埃完成。其地中海外观和黄色色彩成为该市著名的标志，并对德国南部巴洛克建筑产生了很大的影响。
教堂内部采用繁复的灰泥装饰，由于其亮白的色彩而感觉非常明亮。灰泥装饰由Nicolo Petri（1685 - 1688）完成而小教堂内有马克西米利安二世夫妇的坟墓。